# TelefériQo

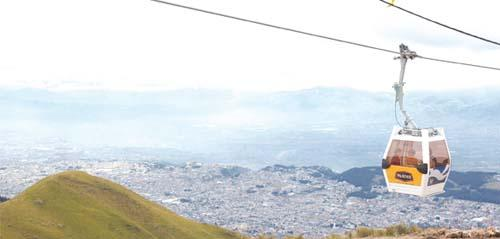
TelefériQo in Quito

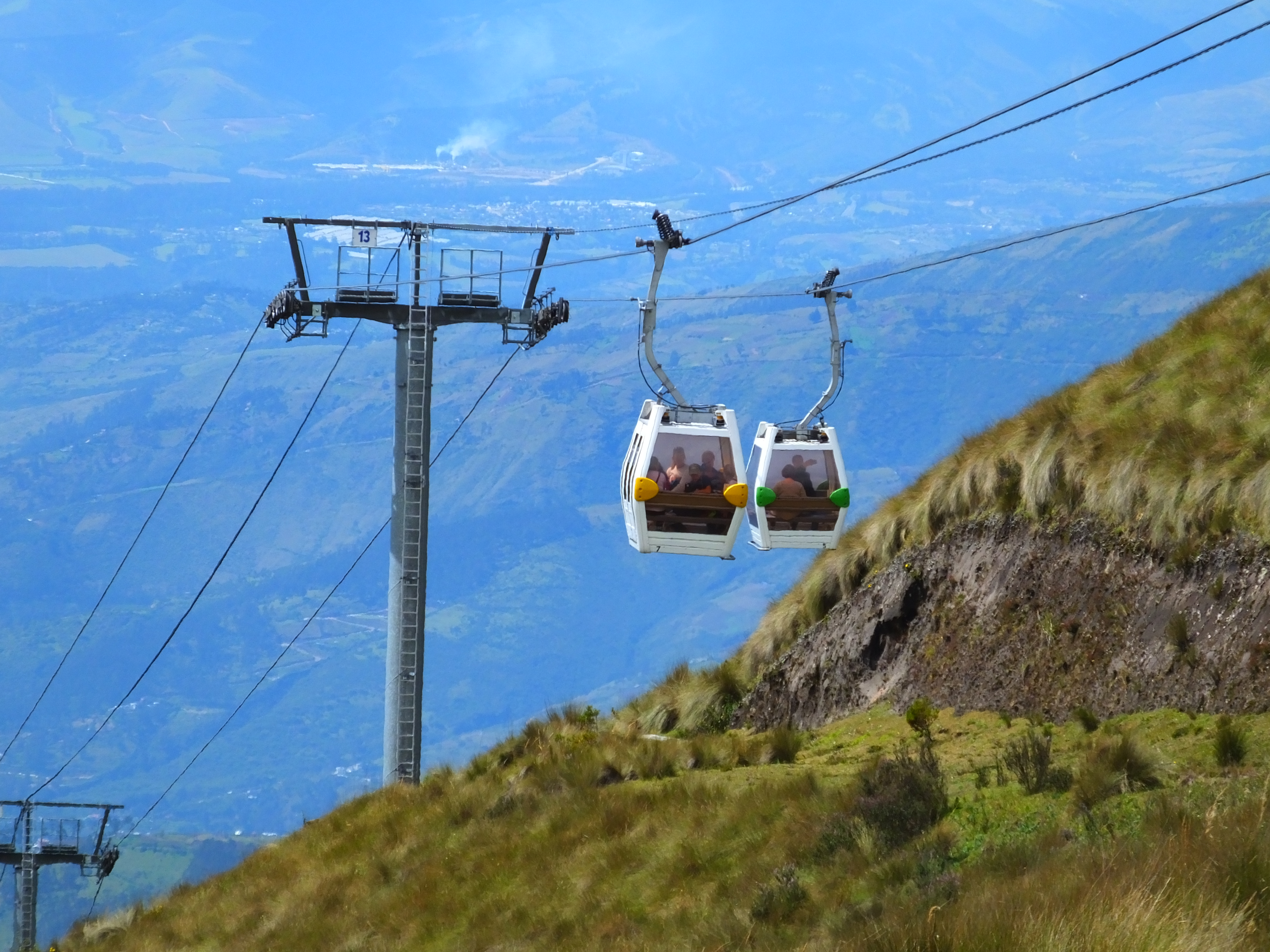
TelefériQo

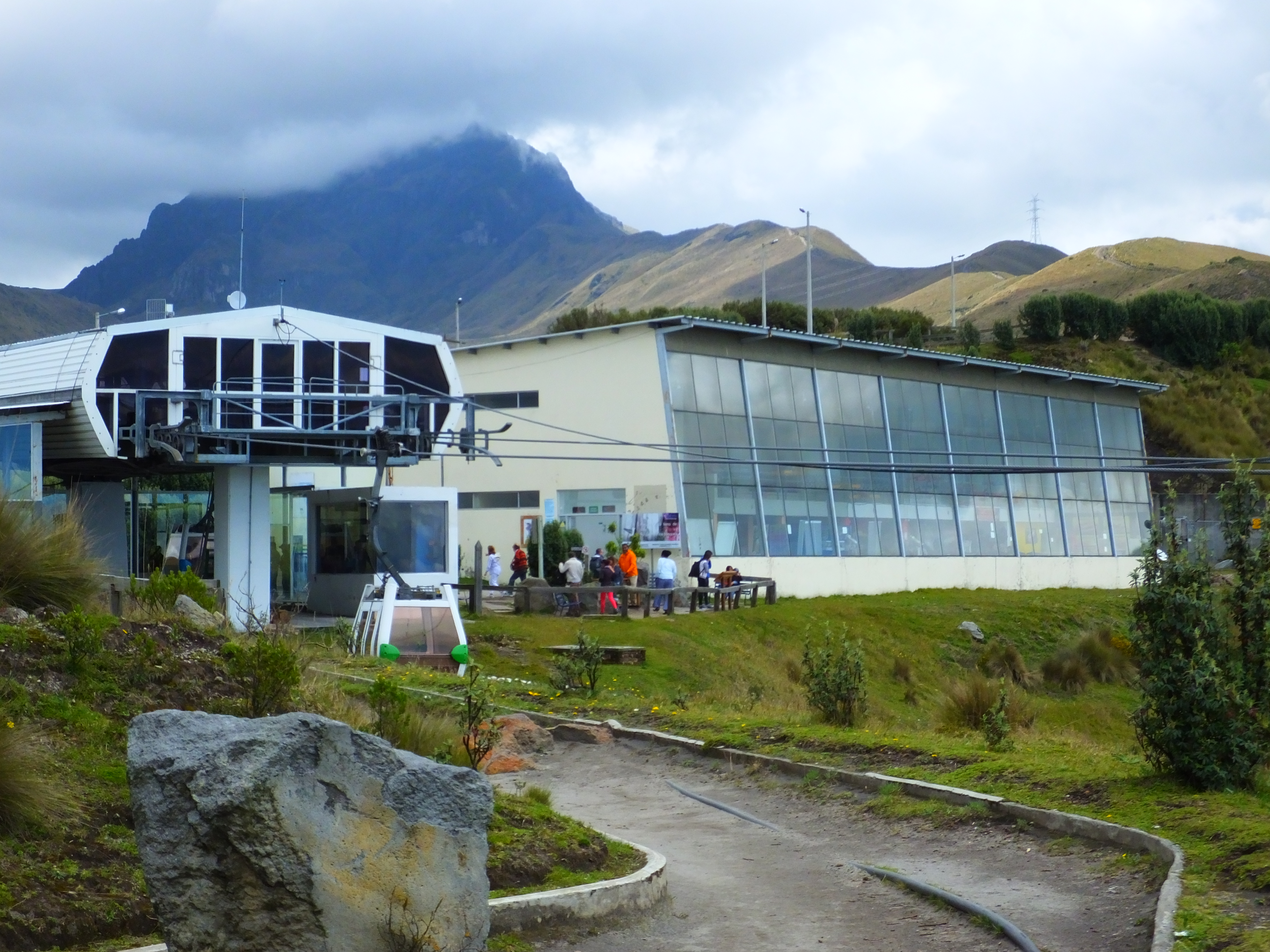
Bergstation des TelefériQo

Der TelefériQo (von teleférico und Quito) ist eine im Jahre 2005 in Betrieb genommene Luftseilbahn in Quito, Ecuador. Sie führt von der unmittelbar am Stadtrand auf etwa 3050 m Höhe gelegenen Talstation zu einem Cruz Loma genannten Berg in etwa 3950 m Höhe auf der Ostseite des Vulkans Pichincha.
Die Seilbahn hat in erster Linie touristische Bedeutung. Die Talstation liegt in einem Vulqano Park genannten Vergnügungspark, die Bergstation ist von Restaurants und Andenkengeschäften umgeben. Sie ist auch der Ausgangspunkt des – von der dünnen Luft und schnellen Wetterwechseln abgesehen – einfachen Aufstiegs auf den Rucu Pichincha (4698 m) in einer Entfernung (Luftlinie) von etwa 4,5 km und einer Mountainbike-Abfahrt zurück nach Quito. Von der Bergstation hat man außerdem einen Blick auf die schneebedeckten Vulkane Cotopaxi, Cayambe und Antisana sowie zahlreiche andere Berge. 
Zur Bergstation werden unterschiedliche Höhenangaben gemacht zwischen 3996 m laut dem Hersteller POMA, 4053 m laut dem Tourismusbüro der Stadt Quito und 4100 m auf verschiedenen Tourismus-Websites. Richtig ist eher die niedrigste Angabe.
Die Länge der Bahn wird allgemein mit 2500 m angegeben, der Hersteller nennt im spanischen Teil seiner Website allerdings 2237 m und einen Höhenunterschied von nur 827 m.
Der TelefériQo ist eine Gondelbahn, die als kuppelbare Einseilumlaufbahn mit 18 Gondeln zu je 6 Plätzen ausgelegt ist. Es sind weitere 9 Gondeln für unterschiedliche Zwecke vorhanden. An den Gondeln gibt es Träger für Mountainbikes. Die Bahn hat eine Geschwindigkeit von etwas über 5 m/s (18 km/h), was zu einer Fahrtdauer von ca. 18 Minuten führt.
Sie wurde im Auftrag einer Stiftung gebaut, die durch Spenden der örtlichen Unternehmer und der Bevölkerung finanziert wurde. Die Stadt stellte die Grundstücke zur Verfügung und erhält dafür nach 25 Jahren das Eigentum an der Anlage.